# جان إيف جيرارد
جان إيف جيرارد (بالفرنسية: Jean-Yves Girard)‏ هو رياضياتي وفيلسوف فرنسي، ولد في 1947 في ليون في فرنسا.